# Happy Gabber
Happy Gabber (jinak znám jako Bouncy Techno, Funcore, Donk, Scouse House nebo Tartan Techno) je styl elektronické taneční hudby, který vznikl kolem r. 1992 ve Velké Británii a Nizozemí.
Happy Gabber je mnohem drsnější a temnější než Happy Hardcore a jeho hudba neobsahuje tolik pauz se zvuky jako je tleskání a činely, tak jako Happy Hardcore. Navíc Happy Gabber se váže především k zemím Beneluxu a už není více produkován, zatímco Happy Hardcore se stále hraje. Happy Gabber obsahuje krátké happy melodie (melodie by měly být spíše vtipné, zatímco u Happy Hardcoru by vám měly dodat pocit štěstí) a vysoko posazené vokály, často zpívající o lásce a štěstí. Jeho rytmus se pohybuje okolo 180 BPM a nahrávky jsou často vydávány ve stylu pop songů s refrény a zpěvem, který často zpívá o „pařbách“.Jediným stálým interpretem je DJ Wappie a jeho legendární Wappie Crew v čele s Jessie Klein(hlavní zpěvačkou, která na toto místo nastoupila po tehdejší velice známé vrchní zpěvačce Cristine, pseudonymem DJ Electra, která z neznámých důvodů spáchala sebevraždu), Marget (v roli jako věčně řvoucí a psychopatická showmanka „gabberwijffie“) a Roberta van Bruuda.

## Interpreti
- Bass Reaction
- Buzz Fuzz
- DJ Gizmo
- DJ Isaac
- DJ Paul
- DJ Vince
- Diss Reaction
- Forze DJ Team
- Gabber Piet
- Hakkûhbar
- Lock Jaw
- Technohead
- Technosis
- Waxweazle
- Wappie Crew

## Labely
- Bass Generator Records
- Babyboom Records
- Ruffneck Records
- Shoop!
- Waxweazle Records
- 5th Gear